# 의암야구장
춘천의암야구장(春川衣岩野球場, 영어: Chuncheon Uiam Baseball Stadium)은 강원특별자치도 춘천시 송암동에 있는 야구장이다.

## 역사
원래 춘천의 야구장은 온의동 옛 춘천종합운동장에 있었던 춘천 공설운동장 야구장이었다. 당시에는 인천광역시·경기도·강원도를 연고지로 하는 프로 야구단인 삼미 슈퍼스타즈와 청보 핀토스의 제2 홈구장으로 사용되었으며, 특히 1982년 삼미 슈퍼스타즈의 제1 홈구장인 숭의야구장이 그 해 9월에 열린 세계 야구 선수권 대회 개최 관계로 보수 중이었기 때문에 1982년 4월에는 삼미 슈퍼스타즈의 창단 첫 홈 경기가 열리기도 했다.
1989년 4월 2일 경기도 수원시 장안구 조원동에 수원야구장이 개장하자, 태평양 돌핀스는 수원으로 제2홈구장을 이전했다. 이에 따라 1988년을 마지막으로 춘천시에서는 2008년에 야구장이 철거되기까지 한국 프로 야구 1군 공식 경기가 열리지 않았다.
온의동 옛 춘천종합운동장 일대가 재개발되면서 기존 춘천야구장은 철거되었다. 춘천시에서는 의암호 주변인 송암동 부지에 대체 야구장을 신축하기로 결정했고, 2002년 5월에 착공했다. 2004년 12월 31일에 완공한 후 2005년 9월 28일에 새로 개장했다. 하지만 현 의암구장은 춘천 시내와 거리가 멀고, 대중교통편도 적어서 접근성이 떨어진다는 게 단점이다.
현재 KBO 리그 1군 공식 경기는 열리지 않지만, 가끔씩 2군 경기가 개최되고 있다. 특히 2007년부터 시작된 2군 올스타전인 '퓨처스 올스타전'이 의암야구장에서 처음으로 개최되었다. 한때 이 지역을 연고로 하는 SK 와이번스가 1군 홈 경기의 분산 개최와 2군 홈 경기 개최를 추진했으나, 불규칙하게 깎인 잔디 등 운동장 사정 등을 이유로 무산되었다. 2008년에 새로 창단한 우리 히어로즈도 의암야구장을 2군 경기장으로 사용하려고 했으나, 춘천시가 거부하여 무산되었다.
2016년 5월 9일부터 5월 16일까지 전국대학야구선수권대회가 열렸으며, 2017년부터 저니맨 외인구단이 홈 구장으로 사용할 예정으로 점차 부흥의 움직임이 일어나고 있다.
2017년 경찰 야구단이 의암야구장을 홈 구장으로 사용하기 위한 계획을 갖고 있었으나 무산되었다.

## 특징
의암야구장의 외야 관중석은 제주오라야구장처럼 의자가 설치되어 있지 않다. 대신 얕은 잔디 언덕으로 마련되어 있어서 피크닉형 관전이 가능하다.